# دجاج فيندالو
طبق من أطباق الكاري الشهيرة في المطبخ الهندي، إنه غني بالبهارات المتنوّعة.

## التحضير
يحضّر من أفخاد الدجاج، الزبدة، الثوم، الزنجبيل، عصير الليمون الحامض، الخل الأبيض، الكمون، الخردل، القرفة، البابريكا، العقدة الصفرا، كبش القرنفل، الفلفل. كما يمكن إضافة البصل والطماطم. يقدّم عادةً هذا الطبق مع الأرز على البخار أو مع الخبز الهندي.